# Union du centre (Assemblée nationale)
Pour les articles homonymes, voir UDC et Union du centre.
 (signalé en mai 2025).
Si vous disposez d'ouvrages ou d'articles de référence ou si vous connaissez des sites web de qualité traitant du thème abordé ici, merci de compléter l'article en donnant les références utiles à sa vérifiabilité et en les liant à la section « Notes et références ».
- Archive Wikiwix
- Bing
- Cairn
- DuckDuckGo
- E. Universalis
- Gallica
- Google
- G. Books
- G. News
- G. Scholar
- Persée
- Qwant
- (zh) Baidu
- (ru) Yandex
- (wd) trouver des œuvres sur Wikidata

L'Union du centre (UDC) est un groupe parlementaire français constitué en 1988 par les députés du Centre des démocrates sociaux séduits par la démarche d'ouverture impulsée par Michel Rocard mais néanmoins décidés à sauvegarder l'unité de la famille centriste, tiraillée entre le maintien dans l'UDF et le ralliement à la majorité de gauche. L'UDC est présidée par Pierre Méhaignerie puis par Jacques Barrot. 
Cette tentative d'autonomie de la famille démocrate-chrétienne n'est pas prolongée en 1993 ; le groupe parlementaire de l'UDF devient le groupe de l'Union pour la démocratie française et du centre (UDFC).
Son secrétaire général est Dominique Paillé.

## Composition
| Circonscription          | Circonscription | Nom                      | Parti | Parti      | Remarques                                        |
| ------------------------ | --------------- | ------------------------ | ----- | ---------- | ------------------------------------------------ |
| Ain                      | 4e              | Michel Voisin            |       | UDF-CDS    |                                                  |
| Bouches-du-Rhône         | 11e             | Christian Kert           |       | UDF-CDS    |                                                  |
| Charente                 | 1re             | Georges Chavanes         |       | UDF-CDS    |                                                  |
| Doubs                    | 2e              | Michel Jacquemin         |       | UDF-CDS    |                                                  |
| Finistère                | 6e              | Jean-Yves Cozan          |       | UDF-CDS    |                                                  |
| Finistère                | 7e              | Ambroise Guellec         |       | UDF-CDS    |                                                  |
| Ille-et-Vilaine          | 3e              | Yves Fréville            |       | UDF-CDS    |                                                  |
| Ille-et-Vilaine          | 5e              | Pierre Méhaignerie       |       | UDF-CDS    | Président de 1988 à 1991                         |
| Ille-et-Vilaine          | 7e              | René Couanau             |       | UDF-CDS    |                                                  |
| Loire                    | 3e              | François Rochebloine     |       | UDF-CDS    |                                                  |
| Haute-Loire              | 1re             | Jacques Barrot           |       | UDF-CDS    | Président de 1991 à 1993                         |
| Loire-Atlantique         | 1re             | Monique Papon            |       | UDF-CDS    |                                                  |
| Lozère                   | 1re             | Adrien Durand            |       | UDF-CDS    |                                                  |
| Maine-et-Loire           | 2e              | Hubert Grimault          |       | UDF-CDS    |                                                  |
| Maine-et-Loire           | 3e              | Edmond Alphandery        |       | UDF-CDS    |                                                  |
| Manche                   | 1re             | Jean-Marie Daillet       |       | UDF-CDS    |                                                  |
| Marne                    | 6e              | Bernard Stasi            |       | UDF-CDS    |                                                  |
| Morbihan                 | 4e              | Loïc Bouvard             |       | UDF-CDS    |                                                  |
| Nord                     | 4e              | Bruno Durieux            |       | UDF-CDS    | Nommé au gouvernement le 2 octobre 1990          |
| Orne                     | 2e              | Francis Geng             |       | UDF-CDS    |                                                  |
| Pyrénées-Atlantiques     | 2e              | François Bayrou          |       | UDF-CDS    |                                                  |
| Bas-Rhin                 | 5e              | Germain Gengenwin        |       | UDF-CDS    |                                                  |
| Bas-Rhin                 | 7e              | Adrien Zeller            |       | UDF-CDS    |                                                  |
| Haut-Rhin                | 1re             | Edmond Gerrer            |       | UDF-CDS    |                                                  |
| Haut-Rhin                | 2e              | Jean-Paul Fuchs          |       | UDF-CDS    |                                                  |
| Haut-Rhin                | 6e              | Jean-Jacques Weber       |       | UDF-CDS    |                                                  |
| Rhône                    | 1re             | Bernadette Isaac-Sibille |       | UDF-CDS    |                                                  |
| Haute-Savoie             | 2e              | Bernard Bosson           |       | UDF-CDS    |                                                  |
| Seine-et-Marne           | 3e              | Jean-Jacques Hyest       |       | UDF-CDS    |                                                  |
| Hauts-de-Seine           | 12e             | Jean-Pierre Foucher      |       | UDF-CDS    |                                                  |
| Val-de-Marne             | 4e              | Jean-Jacques Jégou       |       | UDF-CDS    |                                                  |
| La Réunion               | 5e              | Jean-Paul Virapoullé     |       | UDF-CDS    |                                                  |
| Saint-Pierre-et-Miquelon | 1re             | Gérard Grignon           |       | UDF-CDS    |                                                  |
| Mayotte                  | 1re             | Henry Jean-Baptiste      |       | UDF-CDS    |                                                  |
|                          |                 |                          |       |            |                                                  |
| Aveyron                  | 1re             | Jean Briane              |       | UDF-CDS    | Apparenté                                        |
| Haute-Garonne            | 1re             | Dominique Baudis         |       | UDF-CDS    | Apparenté                                        |
| Loire-Atlantique         | 5e              | Édouard Landrain         |       | UDF-CDS    | Apparenté                                        |
| Nord                     | 8e              | Gérard Vignoble          |       | UDF-CDS    | Apparenté                                        |
| Rhône                    | 4e              | Raymond Barre            |       | UDF (app.) | Apparenté                                        |
| Haute-Savoie             | 4e              | Claude Birraux           |       | UDF-CDS    | Apparenté                                        |
| Yonne                    | 1re             | Jean-Pierre Soisson      |       | UDF-PR     | Apparenté, nommé au gouvernement le 28 juin 1988 |